# Monstrotyphis tangaroa
Monstrotyphis tangaroa is een slakkensoort uit de familie van de Muricidae. De wetenschappelijke naam van de soort is voor het eerst geldig gepubliceerd in 2012 door Houart & B.A. Marshall.